# الكسندر بيرجمان
الكسندر بيرجمان (بالألمانية: Alexander Bergmann)‏ هو متزلج على الثلوج ألماني، ولد في 16 مايو 1987 في رافنسبورغ في ألمانيا.

## وصلات خارجية
- الكسندر بيرجمان على موقع الاتحاد الدولي للتزلج (ركوب لوح الثلج) (الإنجليزية)
- الكسندر بيرجمان على موقع اللجنة الأولمبية الدولية (الإنجليزية)
- الكسندر بيرجمان على موقع أوليمبيديا (الإنجليزية)
- الكسندر بيرجمان على موقع اللجنة الأولمبية الألمانية (الألمانية)